# Hymedesmia stylophora
Hymedesmia stylophora är en svampdjursart som beskrevs av Thomas 1970. Hymedesmia stylophora ingår i släktet Hymedesmia och familjen Hymedesmiidae. Inga underarter finns listade i Catalogue of Life.